# Ķemeri Nationalpark
Ķemeri Nationalpark ( lettisk: Ķemeru nacionālais parks ) er en nationalpark vest for byen Jūrmala i Letland . Parken blev etableret i 1997 og er Ķemeri den tredje største nationalpark i landet efter område og har et areal på 381,65 km². Parkens område består hovedsageligt af skove og moser, hvoraf den mest betydningsfulde er Store Ķemeri Mose (lettisk: Lielais Ķemeru tīrelis ). Der er også flere søer, der tidligere har været laguner i Littorinahavet . Søen Kaņieris er et Ramsarområde. Parken beskytter også de berømte naturlige mineralkilder og mudder, der har været anvendt i århundreder på grund af deres terapeutiske egenskaber. Kilderne har medført anlæg af mange resorts, kurbade og sanatorier i det 19. århundrede.

## Økosystem
57% af parkens samlede areal er dækket af skov. Den fragmenterede mosaikfordeling af skovene er ikke typisk for området, men skovene er relativt jævnt fordelt i hele nationalparkens område med en vis inkludering af enge og områder uden skov. 24% af området består af moser. Her findes alle typer vådområder - Lavmoser, overgange og højmoser. Mosen Lielais Ķemeru tīrelis er et internationalt vigtigt vådområde. Mange arter af planter trives i mosen, især mosser og orkideer. Enge - både tørre og våde - udgør 6% af territoriet. Vand i form af søer, floder, svovlkilder og hav optager 10% af parkens område. Mange af de udstrømmende vandløb er blevet ændret gennem historien for at afvande sumpen til landbrug, men vandet understøtter stadig en bred vifte af sjældne arter, såsom indfødte snegle og muslinger, storke og oddere.

### Fugle
Mosen er hjemsted for en række lettiske fuglearter, såsom den almindelige trane , tinksmed og hjejle. De sidstnævnte to arter, yngler kun i højmosen.

### Mosens bær
I mosen findes også spiselige vilde bær som tranebær, sortebær, multebær og blåbær .

### Planter
Højmosenhar ikke den store mangfoldighed af planter på grund af de barske forhold, som mosen skaber, såsom lavt næringsstofindhold og lavt iltindhold. Således er floraen specifikt tilpasset disse tilstande og omfatter tuekæruld, hedelyng, mosepost , hvid næbfrø, rosmarinlyng, soldug, skovfyr og tørvemos .

## Svovlkilder
Kemeri National Park har mange naturlige svovlkilder, på grund af dens underlag af gips og jordbakterier (desulfovibrio desulfuricans), der danner H2S gas som let opløses i vandet. Det terapeutiske mineralvand og mudder, der findes i Ķemeri, bruges i kursteder i byen Ķemeri i nærheden. De bruges hovedsagelig til at at behandle fordøjelsessystemet og mod hudproblemer.

## Turisme
I Ķemeri Nationalpark er der to bræddestier (1,4 km og 3,4 km ) og en observationsplatform.

## Historie
Dannelse af moser i Letland startede i den post-glaciale periode for cirka 10.000 år siden, da klimaet blev varmere og mere fugtigt. Således dannedes sapropelisk mudder i bunden af søen, bestående af sandjord og resterne af vandplanter og dyr.

### Nyere historie
Adskillige tanks fra 2. verdenskrig blev opslugt i mosen på grund af store dybder.

## eksterne links
- Officiel hjemmeside Arkiveret 20. april 2007 hos  Wayback Machine
- Officiel lettisk turistportal Arkiveret 15. maj 2012 hos  Wayback Machine